# Stahlberg Stiftung
Die Stahlberg Stiftung wurde im Jahr 2002 von Constantin Stahlberg gegründet. Sie hat ihren Sitz in Hamburg. Im Fokus der Stiftung steht die Förderung der Kultur und der Jugend.

## Schwerpunkte der Stiftung
Die Schwerpunkte der Stiftung sind:
- M@S, Musical at School: Einwöchige Musical-Projekte für sozial benachteiligte Jugendliche in und um Hamburg. Seit 2007 Projekte in Hamburg, Kiel, Lübeck, München und beim KinderKulturFestival in Nordrhein-Westfalen.[5]
- Kultur Gut Hasselburg: 2010 erwarb die Stahlberg Stiftung das im 14. Jahrhundert erstmals urkundlich erwähnte Gut. 2013 wurde der Spielbetrieb in der Reetscheune nach dessen Sanierung wieder aufgenommen. Darüber hinaus wirkt im Herrenhaus der Kulturkreis Hasselburg. Das Kultur Gut Hasselburg liegt in der unmittelbaren Nähe von Neustadt/Holstein. Im Barocksaal des Herrenhauses und in der großen reetgedeckten Konzertscheune finden Musikveranstaltungen im Rahmen des Schleswig-Holstein-Musikfestivals statt.

Im Jahr 2010 hat die Stiftung den alle zwei Jahre vom Hamburger Senat und der Gesellschaft Harmonie von 1789 e. V. vergebenen Hamburgischen Stifterpreis für herausragende Stiftungsarbeit zum Wohle der Stadt erhalten.